# Koray Kaçınoğlu
Koray Kaçınoğlu [ˈkat͡ʃɯˌnoːlu] (* 20. Juli 1994 in Krefeld) ist ein deutscher Fußballspieler.

## Karriere

### Vereine
Kaçınoğlu wurde in Krefeld geboren. In der Jugend spielte er für den MSV Duisburg. Im Sommer 2011 wechselte er in die Jugend des 1. FC Köln. Hier blieb er bis 2012 und wechselte dann in die zweite Mannschaft des Vereins, für die er 17-mal spielte und ein Tor erzielte. In der Saison 2013/14 gehörte er dem Kader der ersten Mannschaft an, die am Saisonende in die Bundesliga aufstieg. Kaçınoğlu wurde aber nicht in der ersten Mannschaft eingesetzt und wechselte im Sommer 2014 zum Aufsteiger in die türkische zweite Liga, Altınordu Izmir, für den er aber lediglich ein Spiel bestritt. Im Januar 2015 kehrte er zurück nach Deutschland zur SG Wattenscheid 09 in die Regionalliga West. Beim 1:0-Sieg gegen Rot-Weiß Oberhausen am 10. Februar 2015 bestritt Kaçınoğlu sein erstes Spiel für die SG Wattenscheid. Zur Saison 2016/17 verließ er den Verein und wurde vom Regionalliga-Konkurrenten SV Rödinghausen unter Vertrag genommen. Nach der Saison 201/18 verließ er den SV Rödinghausen und war zunächst ohne Verein. Im Januar 2019 verpflichtete ihn der Bonner SC. Im Juli 2019 schloss er sich dem VfB Homberg an, den er ein Jahr später nach der wegen der COVID-19-Pandemie abgebrochenen Saison mit unbekanntem Ziel wieder verließ. Im September 2020 schloss er sich dem Homberger Ligarivalen Rot-Weiss Ahlen an, im Sommer 2021 wechselte er zum Oberligisten Sportfreunde Baumberg. Nach der Spielzeit 2023/24 zog Koray Kaçınoğlu weiter zum FC Pesch, der nach dem Abstieg in die Landesliga 2023 den sofortigen Wiederaufstieg in die Mittelrheinliga geschafft hatte.

### Nationalmannschaft
Kaçınoğlu entschied sich früh, für den DFB und nicht für den türkischen Verband aufzulaufen. Er spielte für die deutsche U-16-, U-17-, U-18- und U-19-Auswahl. Dabei absolvierte er einen Kurzeinsatz bei der U-17-WM 2011 in Mexiko.